# Prema puthakam (película de 1993)
Prema Pusthakam (transliterado como "Book of Love") es una película romántica en telugu de 1993 que tuvo una dirección compartida: inicialmente fue dirigida en parte por Gollapudi Srinivas antes de su trágico fallecimiento en el set de la película. Posteriormente, la película fue completada por su padre, Gollapudi Maruthi Rao. La cinta presenta a los debutantes Ajith Kumar y Kanchan en los papeles principales, mientras que la música estuvo a cargo de Devendran. Esta película marcó la primera y única aparición de Ajith Kumar en el cine telugu hasta la fecha. Tras la lamentable muerte del director, la producción de la película se suspendió temporalmente. Prema Pusthakam recibió tres premios Nandi en reconocimiento a su mérito.

## Trama
Sreekar (Ajith Kumar) y Charitra (Kanchan) son estudiantes universitarios que enfrentan la expulsión de la universidad. Sin hogar y desempleados, deciden casarse. Sin embargo, antes de la boda, Charitra se defiende de un intento de agresión sexual por parte de un anciano adinerado, resultando en la muerte del anciano. A pesar de esta situación, Charitra es arrestada inmediatamente después de su boda bajo cargos de asesinato. A pesar de estas adversidades, Sreekar se mantiene leal a Charitra y no la abandona. Aunque Charitra es declarada culpable de asesinato por los tribunales, Sreekar sigue apoyándola.

## Elenco
- Ajith Kumar como Sreekar (acreditado como Sreekar)
- Kanchan como Charitra
- Thangana
- Lakshmipriya
- Sohini
- Deepika
- Swati
- P. L. Narayana como padre de Charitra
- Maharshi Raghava
- Tanikella Bharani como sacerdote
- Gollapudi Maruthi Rao
- Balu
- Misro
- Kashi Viswanath
- Kallu Chidambaram
- Kumara Raja
- Vizag Prasad
- Rajani Srinivas
- GV Rama
- Gauri Shankar
- Vidyasagar
- Murali Mohan
- Giri Babu como trabajador de una fábrica de papel
- Mallikarjuna Rao como oficial de policía
- Suthivelu como oficial de policía
- Sameer como amigo de Sreekar (sin acreditar)[4]

## Producción
La película fue originalmente escrita por Gollapudi Srinivas, el hijo del reconocido director Gollapudi Maruthi Rao, a principios de 1992. En ese momento, Ajith Kumar fue elegido para desempeñar el papel principal en la película. Sin embargo, lamentablemente, en el noveno día de filmación, ocurrió un trágico incidente en el que el director debutante sufrió un accidente acuático en los estudios de Vizag, Andhra Pradesh, y falleció debido a las heridas sufridas. La muerte de Gollapudi Srinivas llevó a la creación del Premio Gollapudi Srinivas, que fue establecido por su padre, Gollapudi Maruthi Rao. Este premio se otorga a directores debutantes prometedores para mantener vivo el legado de su hijo. La película tuvo que ser pospuesta debido a la trágica pérdida y finalmente fue completada por el propio Gollapudi Maruthi Rao. El estreno de la película tuvo lugar en 1993, marcando un momento importante en la historia del cine.

## Banda sonora
Las canciones de la película fueron compuestas por Devendran .

## Lanzamiento
Los críticos han calificado la película como un debut "notablemente olvidable" para Ajith Kumar, en gran parte debido a los desafíos que experimentó durante la producción.
Más tarde, la película fue doblada y lanzada en tamil como "Kadhal Puthagam" en 1997. Un crítico de la versión doblada escribió: "Aunque el guión podría haber sido mejor para mejorar la continuidad de la historia en algunos momentos, el director aún logra mostrar destellos de talento en algunas escenas, especialmente aquellas que involucran a Ajit y Kanchan".

## Premios
Premios Nandi
- Mejor guionista - Gollapudi Maruthi Rao
- Mejor diseñador de vestuario - Manohar Reddy
- Premio Especial del Jurado - Kanchan